# Protomelas marginatus vuae
 Protomelas marginatus vuae  es una especie de peces de la familia Cichlidae en el orden de los Perciformes.

## Distribución geográfica
Se encuentra en el África Oriental: es una especie  endémica del lago Malawi.